# Acidophilie (Ökologie)
Acidophilie (von Latein acidus = sauer und altgriechisch φίλος philos = Freund) ist die Eigenschaft von Organismen, eine Umgebung mit niedrigem pH-Wert zu bevorzugen oder als unbedingt lebensnotwendig vorauszusetzen. Dabei wird das pH-Optimum des Wachstums und der Vermehrung als entscheidendes Kriterium gewertet. Lebewesen mit dieser Eigenschaft werden als acidophil bezeichnet.
Acidophilie ist zu unterscheiden von Acidotoleranz. Als acidotolerant werden Lebewesen bezeichnet, die in einem Milieu mit niedrigen pH-Werten leben können, auch wenn sie es nicht bevorzugen. Das pH-Optimum ihres Wachstums liegt also höher.
Der Gegensatz von Acidophilie ist die Acidophobie.

## Beispiele
Acidophile Lebewesen befinden sich unter anderem in vulkanischen Böden, wie z. B. das Archaeon Sulfolobus mit einem pH-Optimum von 2 bis 3. In extrem sauren Lebensräumen mit pH 1, wie den Abwässern industrieller Metallgewinnung, lebt Acidithiobacillus ferrooxidans.
Pilze wachsen meistens bei leicht sauren Bedingungen um pH 5.

## Technische Bedeutung
In der Biotechnologie werden acidophile Mikroorganismen wie z. B. Milchsäurebakterien und Essigsäurebakterien zur Herstellung organischer Säuren und Nahrungsmittel eingesetzt, weiterhin zur Konservierung von Nahrungs- und Futtermitteln sowie zur Gewinnung von Metallen aus Erzen durch Laugung.